# ジェイド・ピュージェット
ジェイド・ピュージェット（Jade Errol Puget、1973年11月28日 - ）は、アメリカ合衆国のミュージシャン、プロデューサーである。バンドAFI、XTRMST、Blaqk Audioのメンバーである。

## 略歴
- 高校を17歳の頃に退学し、UCバークレー校で教育を続け、1996年に社会学の学士号を取得した。
- 1998年11月2日、大学卒業後、AFIに加入した。加入する前は、Jade PugetはLoose ChangeやRedemption 87などのさまざまなバンドで演奏をしていた[1]。
- 2007年、ピュージェットとデイヴィー・ハボックは、Blaqk Audioとしてアルバム『CexCells』をリリースした。
- 2014年2月、南カリフォルニアのレコードショップから「XTRMST」というタイトルの多数のカセットテープが配布され、「ストレートエッジハードコア」と呼ばれていた。次の数週間で、XTRMSTがピュージェットとハボックのサイドプロジェクトであるという噂が多数のソースからリークされた。その後まもなく、ピュージェットはTwitterで、XTRMSTが実際に彼とハボックのプロジェクトだと発表した[2]。
- 2011年7月、6年間のガールフレンドであるマリッサ・フェスタと結婚を約束し、2012年9月22日にカリフォルニア州マリブで結婚した[3]。

## ディスコグラフィー

### With Blaqk
- CexCells (2007年)
- Bright Black Heaven (2012年)
- Material (2016年)
- Only Things We Love (2019年)

### XTRMST
- XTRMST (2014年)